# Райт им Алпбахтал
Райт в Алпбахтал e селище в окръг Куфщайн в провинция Тирол (Австрия). Намира се на 28,55 км югозападно от град Куфщайн и 17 км западно от град Вьоргъл.

## История
Райт е много старо населено място, което се споменава за първи път в документи около 976 г. От XV до XIX век тук са добивани сребро и злато. Днес основен източник на доходи са селското стопанство и туризмът.

## Галерия
- Снимки